# Piptadeniastrum
Genre
Piptadeniastrum est un genre de plantes à fleurs dicotylédones de la famille des Fabaceae, sous-famille des Mimosoideae, originaire d'Afrique tropicale, qui comprend deux espèces acceptées.

## Liste d'espèces
Selon The Plant List (10 novembre 2018) :
- Piptadeniastrum africanum (Hook.f.) Brenan
- Piptadeniastrum mannii Oliv.